# Canthium gracilipes
Canthium gracilipes är en måreväxtart som beskrevs av Wilhelm Sulpiz Kurz. Canthium gracilipes ingår i släktet Canthium och familjen måreväxter.
Artens utbredningsområde är Andamanerna. Inga underarter finns listade i Catalogue of Life.